# Postoloboso
El Santuario de Postoloboso se localiza en Candeleda (Ávila), en la dehesa del mismo nombre. El emplazamiento parece no ser casual y viene determinado en la confluencia de la garganta de Alardos, que baja desde Gredos, con el río Tiétar, en una zona llana junto a la cual se extiende hoy el embalse de Rosarito, justo en la divisoria provincial entre Ávila, Cáceres y Toledo, en un punto equidistante a las poblaciones de Candeleda (Ávila) al este y Madrigal de la Vera (Cáceres) en dirección oeste.

## Conocimiento arqueológico
De este paraje proceden cerca de 20 aras latinas dedicadas al dios indígena Vaelico por individuos descendientes de los habitantes del oppidum vetón del 
El Raso. El área, de la que no queda ningún resto constructivo prerromano ni romano, ha llegado a nuestros días cristianizada como ermita dedicada primero a San Juan y luego a San Bernardo de Candeleda, eremita local del siglo XII, al que se atribuyen determinados poderes contra el mal de la rabia que quizá están en la esencia del carácter primigenio del dios. En los alrededores del lugar se han documentado piezas ciertamente singulares. A medio camino entre el poblado de El Raso y Postoloboso se halló hace unos años un exvoto de bronce ibérico y una manecilla de braserillo; dos falcatas y un puñal sin contexto arqueológico parecen provenir del inmediato pantano de Rosarito. Igualmente en los sondeos arqueológicos practicados en Postoloboso en los años 70 se recuperaron materiales romanos: fragmentos de sigillata, la base de un ungüentario de vidrio y un compás de hierro, además de abundantes escoriales férricos.
Identificamos el lugar como área sacra en un marco geográfico preclaro, conectada al hábitat indígena (El Raso) de forma física y simbólica a través del elemento fluvial (arroyo de Alardos). Este terreno es la sede de una deidad precisa de raíz protohistórica, reconocida epigráficamente siglos después en un espacio romanizado primero y cristianizado con posterioridad.